# BLACKLAZER
BLACKLAZER - музична група з України, утворена 2009 року в Києві. 
Як музичні інструменти команда використовує програмні синтезатори KORG_DS-10. Журнали і блоги про музику після перших публічних виступів, на фестивалі I Love Kiev і сольних концертів охрестили хлопців групою відкриттям 2009 року в жанрі електронна музика. BLACKLAZER, окрім іншого, прийнято вважати однією з найперших успішних українських чіптюн команд.
 «Жива електроніка, зіграна на допотопних ігрових консолях ... музика BLACKLAZER легка, іронічна, танцювальна, техно-мінімалістська і забавна. znaki.fm [Архівовано 14 квітня 2022 у Wayback Machine.] 
 «Після перших музичних експериментів у групах«Риба-Пила»і« Після сну », а потім гітарного року, BLACKLAZER стали найпершим успішним Українським чіптюн проектом. У їх треках звук синтезується аудіочіпом ігрової приставки в реальному часі ... через що звучання набуває ріжучий примітивізм і агресивний натиск. » журнал ТОП10 

## Історія гурту
Перший склад BLACKLAZER - це Костя Лобанов, Артур Майн і Петя Баранов. У такому вигляді команда проіснувала з травня по вересень 2009 року. У цей період музиканти працювали над першим міні-альбомом, який надалі отримав назву ACE (Туз). Наприкінці вересня до колективу приєднався четвертий учасник - Євген Волков.
 «Вплив середовища на музикантів незаперечний, BLACKLAZER - водночас і підтвердження і виняток з правил. Група, безумовно, київська, по-хорошому і надовго, якщо хочете, як Булгаков, Отто Шмідт і Вертинський, що обросла власною компанією, місцевою історією. Теперешнє звучання команда отримала у наслідок впливів іншого середовища, - "Великого села". » 
 «Те, що грають хлопці, можна охарактеризувати, як синтетичний сплав міцних, збитих ритмів і тягучих мелодійних пасажів. Мелодії, звисно ж, у кожного з музикантів власні - стилі окремих учасників групи з часом можуть гомогенізувати і усереднюватися, а може навпаки, відокремлюватися і загострюватися. "» 

## 2009—2010
2010 року четвірка бере участь у низці Українських та закордонних фестивалів, серед яких Z-Games, "More", "Гогольfest", "Digital Act ". Того ж 2010 року Петро Баранов залишає BLACKLAZER і квартет знов перетворюється у тріо. Оновленний гурт дає чимало концертів і починає накопичувати матеріал для своєї другої платівки BLACKLAZER - Live Electronic Freestyle [Архівовано 11 березня 2016 у Wayback Machine.]. Того ж 2010 року музиканти оприлюднюють своє перше музичне відео на композицію RIO і розповідають про нього в ефірі музичного каналу MTV Україна. Кліп відбирають для участі у фестивалі Fest Anča "International Animation Festival" [Архівовано 18 липня 2011 у Wayback Machine.].

## 2010—2011
У березні 2010 року BLACKLAZER записують сингл "Willage". Його презентація відбувається під час показу колекції відомого українського дизайнера X'U у межах Ukrainian Fashion Week [Архівовано 2 квітня 2022 у Wayback Machine.]. 2011 року в активі хлопців з'являється другий міні-альбом - "Live Electronic Freestyle". До нього увійшло 6 треків, які можна вільно скачати [Архівовано 15 березня 2013 у Wayback Machine.] в мережі. Одна з композицій плативки потрапляє до ефіру відомої радіостанції Intergalactic FM [Архівовано 20 вересня 2012 у Wayback Machine.]. У власному інтерв'ю українському журналу ТОП10 музиканти розповідають про наміри істотно збагатити звучання BLACKLAZER найближчим часом і відійти від звичної концепції KORG DS-10.
 «Використання виключно синтезаторів KORG DS-10 в роботі над матеріалом і під час живих виступів не було концепцією, швидше так сталося за збігом обставин. BLACKLAZER в інтерв'ю для ТОП10 
 «Говорити про щось конкретне поки сенсу немає. На репетиціях пробуємо багато нових для себе інструментів, використовуємо їх і в поєднанні з KORG DS-10 »BLACKLAZER в інтерв'ю для ТОП10 

## Колишні учасники
Петро Баранов

## Дискографія
| - ACE (2010) - Live Electronic Freestyle (2011) - Willage (2010) | - Mr. Kusto (Ping Island/Lightining Strike Rescue Op [Архівовано 29 вересня 2018 у Wayback Machine.] Inspired) |